# Никольское (Великобурлукский район)
Никольское (укр. Микільське), поселок, 
Катериновский сельский совет,
Великобурлукский район,
Харьковская область.
Код КОАТУУ — 6321482502. Население по переписи 2001 г. составляет 41 (18/23 м/ж) человек.

## Географическое положение
Посёлок Никольское находится на одном из истоков реки Нижняя Двуречная, ниже по течению расположено село Катериновка, возле села на реке плотина которая образовала небольшое водохранилище (~27 га).

## История
- 1838 - дата основания.